# Єттінген (Баден-Вюртемберг)
Єттінген (нім. Jettingen) — місто, а також комуна, що входить до складу округу Беблінген, розташована на території землі Баден-Вюртемберг. За даними перепису від 31 грудня 2010 населення Єттінгену становить 7571 чол. Підпорядковується адміністративному району Штутгарт.

## Історичний нарис
Перші поселення на території Єттінгену, за даними археологічних розкопок, проведених у 1955, відносяться до пізнього неоліту - вони виникли приблизно у 2000 р. до н.е. Протягом 900—400 рр. до н.е. тут панувала Гальштатська культура, яка була витіснена внаслідок вторгнення кельтів у 400 р. до н.е. Сліди перебування кельтів виявлені у лісовій частині неподалік Верхнього Єттінгену (нім. Oberjettingen). З 72 р. н.е. територія сучасного Єттінгену тривалий час знаходилась у складі Римської імперії, однак у 260 р. н.е. була відторгнута від неї внаслідок приходу племені алеманів. Алемани, у свою чергу, після майже трьохсотлітнього панування у 553 були витіснені племенами франків. Під час панування франків населення сучасного Єттінгену прийняло християнську релігію, перша церква була освячена святим Мартіном. Одна з церков, збудованих ще за доби франків, нині знаходиться у Верхньому Єттінгені.
16 квітня 1945 Верхній Єттінген сильно постраждав в ході нальоту військово-повітряних сил держав Антигітлерівської коаліції, який стався о сьомій годині вечора, як наслідок приблизно половина населеного пункту була знищена — в результаті масштабної пожежі згоріло 172 будівлі.
Після закінчення Другої світової війни община Єттінген знаходилася на території Західної Німеччини.
22 вересня 1971 общини Верхнього та Нижнього Єттінгену, незалежні одна від одної, були перетворені в єдиний орган самоуправління. Офіційно рішення про об'єднання общин стало чинним з 1 грудня 1971.

## Адміністративний поділ
Сьогодні Верхній та Нижній Єттінген є муніципальними районами комуни Єттінген. До її складу входить також район Зіндлінген (нім. Sindlingen), включений до неї в ході об'єднання общин.

## Населення
За даними 2010 року на території Єттінгену проживає 7571 чол.

## Цікавий факт
Уродженцем Єттінгену є Клаус Шенк фон Штауффенберґ — один з ключових учасників змови проти Гітлера 20 липня 1944.